# Phare de Granville
Le phare de Granville appelé aussi phare du Cap Lihou se situe sur la pointe du Roc, au cap Lihou dans le département français de la Manche, sur la commune de Granville.

## Historique
Le 9 octobre 1825, l'ingénieur Augustin Fresnel vient valider la construction d'un bâtiment à Granville. C'est lui aussi qui dessine les plans de la tour. Les travaux débutent le 7 décembre 1826 et sont confiés à Monsieur Vidal, entrepreneur au Mont-Saint-Michel, qui se charge de la réalisation de l'ouvrage moyennant une augmentation de 10 % sur la somme proposée. Les frais de construction sont évalués à 24 292 francs. Il en résulte que la facture finale s'élève à plus de 39 000 francs.
Pendant la Seconde Guerre mondiale, les Allemands camouflent l'ensemble du bâtiment (logement, sémaphore, passerelle) par une peinture verte.
Un signal de brume situé à proximité sur la tourelle Fourchie (corne 4 sons /60 s) existait. Il est interrompu en 1996.

## Phare actuel
C'est un des phares les plus anciens du premier plan de Rossel. C'est une tour grise en granit de Chausey et son sommet est peint en rouge. Il a subi très peu de modifications depuis sa construction. À part l'optique, les équipements intérieurs sont d'origine. À l'intérieur du phare on trouve différentes salles, dont une chambre à coucher avec le lit et les placards en chêne, des cheminées, de la marqueterie (décoration avec lions et feuilles). La coupole est en cuivre à boule et la girouette date de 1882. La salle de repos est en bon état général.
En service depuis le 1er novembre 1828, le phare mesure 16 mètres et domine la mer à 52 mètres. Le foyer se trouve à 49 mètres.
Le phare est électrifié en 1924. Son automatisme est télécommandé depuis le phare de Chausey.
Le phare est inscrit monument historique, depuis 2009.

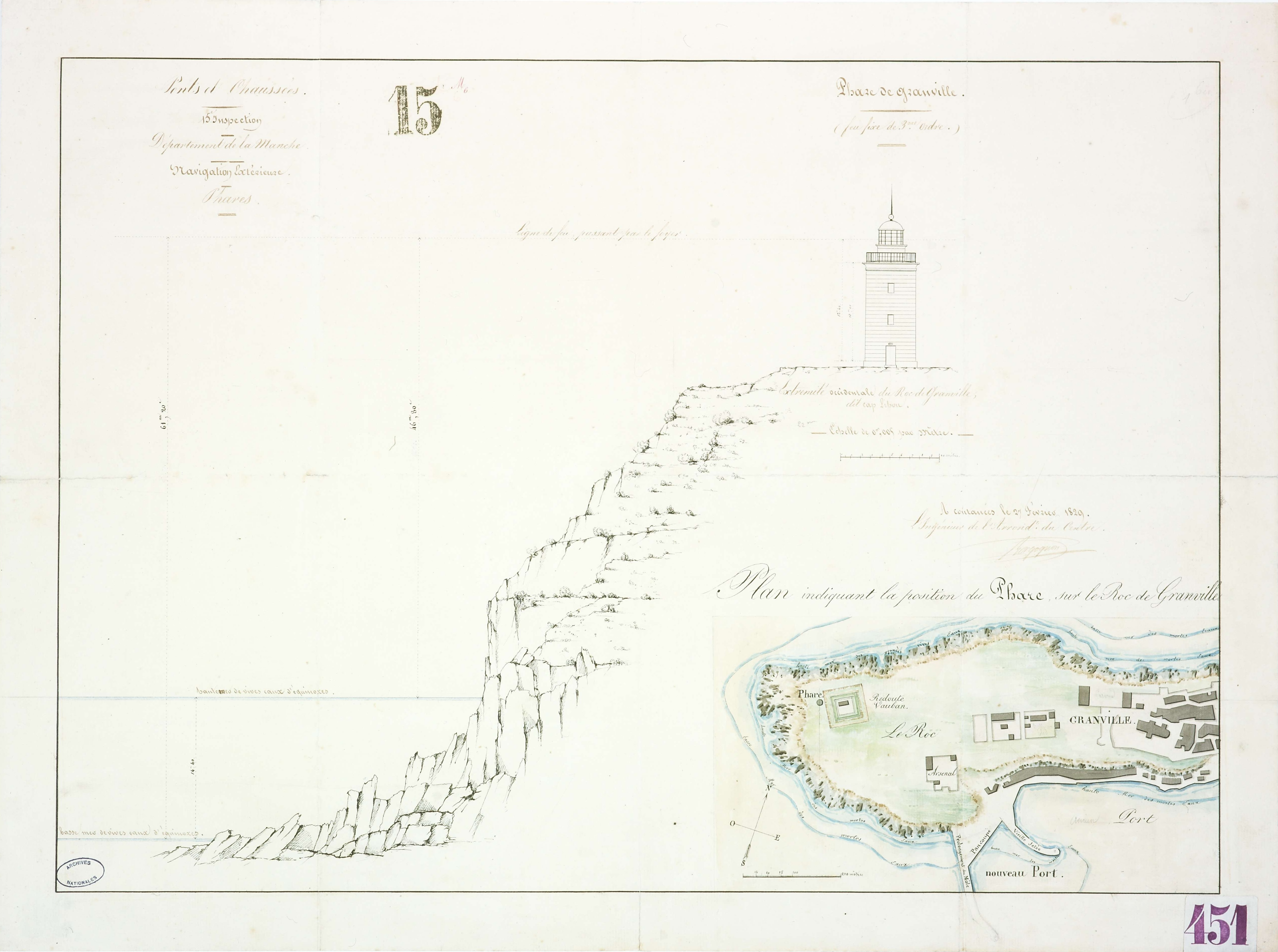
Plan d'élévation, profil et plan de situation du phare,1829 (Archives nationales)